# Combretum multinervium
Combretum multinervium är en tvåhjärtbladig växtart som beskrevs av Arthur Wallis Exell. Combretum multinervium ingår i släktet Combretum och familjen Combretaceae. Inga underarter finns listade i Catalogue of Life.